# Papp Gábor (ügyvéd)
Papp Gábor (Budapest, 1970. április 30. –) az ország egyik legismertebb ügyvédje, a sztárügyvédekként emlegetett kör egyik legfiatalabb tagja. Szakmai karrierjét Orosz Balázs mellett kezdte. A TV ügyvédje című műsor szakértőjeként szerzett általános ismertséget. Főként büntetőügyekkel foglalkozik.

## Magánélete
Középiskolai tanulmányait a fővárosi Toldy Ferenc Gimnáziumban folytatta, ahol 1988-ban érettségizett.
Bár nem tudatosan készült az ügyvédi pályára, de felmenői között több ügyvéd is található. A szülei belgyógyász szakorvosok, édesapja (Prof. Dr. Papp János Mihály) belgyógyász egyetemi tanár. Nagyapja ismert ügyvéd volt (amíg az akkori rendszer el nem lehetetlenítette, ekkor vasesztergályos lett, de később ismét jogtanácsos), nála kezdte a pályáját Orosz Balázs is.
Szereti a labdarúgást, hobbyszerűen bokszol, rajong a kutyákért.
Fiai Papp Marcell (2001. február 19., Papp Marci az MLSZ adatbázisában) és Papp Gergő János (2006. március 19., Papp Geri az MLSZ adatbázisában) focisták. Felesége (Dr. Rábai Krisztina) a Fővárosi Törvényszéken dolgozik büntetőbíróként, akinek a lányát (Tóth-Rábai Zsófi) két éves kora óta együtt nevelik.

## Szakmai karrierje
Diplomáját a Miskolci Egyetem Állam- és Jogtudományi Karán 1994-ben, cum laude minősítéssel szerezte.
Már az egyetem második évétől kezdve rendszeresen dolgozott a legendás budapesti ügyvéd, Dr. Orosz Balázs büntetőjogász ügyvédi irodájában, aki bevezetett a szakma rejtelmeibe. Diplomája megszerzését követően itt lett ügyvédjelölt, 1997-től pedig, a szakvizsgája letételét követően ebben az irodában lett egyéni ügyvéd.
1999-től több éven át a Budapesti Gazdasági Főiskola (ma BGE) Pénzügyi és Számviteli Főiskolai Karán általános jogi ismereteket tanított.
2002-ben Szigethy Györggyel megalakította a Szigethy-Papp Ügyvédi Irodát.
2003-tól a televíziós újságíró Juszt László által vezetett A TV Ügyvédje című műsor állandó szakértője. A műsor fogyasztóvédelmi jelleggel, hétköznapi emberek problémáinak a megoldásában segített.
2008-tól a Jogi Szakvizsgabizottság cenzora, rendszeresen vizsgáztat büntetőeljárási jogból.
2009 őszétől az általa alapított Papp Gábor Ügyvédi Iroda vezető ügyvédje.
A személyiségi jogi pereken túl többségében büntetőügyekkel foglalkozik. Pályája elején inkább életellenes ügyeket vállalt, később ez eltolódódott a gazdaság jellegű bűnesetek felé.

## Ismertebb ügyei, ügyfelei
- Árpa Attila[8]
- Balaskó Iván[9]
- Bielek Péter (a Főkefe vezérigazgatója)[10]
- Damu Roland[11]
- Fekszi Márta (államtitkár, a moszkvai nagykövetség ingatlanának eladása miatt)[10]
- Ferenci Tibor (a Gyógyfürdők vezérigazgatója)[10]
- Gere Ákos (Pécsi ámokfutás)[3]
- Gyárfás Tamás[12]
- Horváth Csaba[13]
- Juszt László[14]
- ifj. Knézy Jenő[15]
- Kovács Lajos (a Főtáv vezérigazgatója)[10]
- Lakos Imre[10]
- Magyar Úszó Szövetség vizsgálóbizottságának elnöke (Szilágyi Liliána-ügy)[16]
- Mesterházy Ernő (BKV-ügy)[17]
- Nobilis Kristóf[18]
- Pásztor Béla[19]
- Sidi Péter[20]
- Szabó Pál[10]
- Szalontai Győző (Tragédia a West-Balkán szórakozóhelyen)
- Sziebert György (a Budapest Airport Zrt. jogi igazgatójának helyettese)[21]
- Tarsoly Csaba (A 2015-ös magyarországi brókerbotrány)[19]
- Udvaros Dorottya[22]
- Varga Zoltán[10]
- Veres István (a Zóna Taxi vezérigazgatója)[21]
- Völner Pál[23]

## Díjai, elismerései
- Kiváló Ügyvédi Munkáért kitüntető cím (Magyar Ügyvédi Kamara, 2011)[5][24]
- Eötvös Károly-díj (Budapesti Ügyvédi Kamara, 2017)[5][25]

## Megjelenései
- P. Gál Judit: Ördögök ügyvédei (2003, Alexandra Kiadó, ISBN 963-368-613-X)
- Szegvári Katalin: Tíz védőbeszéd (2019, Napvilág kiadó, ISBN 9789633384398)